# Daniele Dolfin
Daniele Dolfin – wenecki dyplomata.
W latach 1703–1708 ambasador Wenecji w Wiedniu, a latach 1715–1716 w Warszawie.
W pierwszych latach wojny z Turcją (1714–1718, kiedy stracona została wenecka Morea) był dowódcą weneckiej Floty. Podjął wówczas decyzje o nieratowaniu Morei, by nie narażać całej floty na zniszczenie. Miasta Nauplia, Modon, Corone i Malvasia padły nie otrzymawszy posiłków. Atak turecki został powstrzymany dopiero na Korfu.